# HMS Safari (P211)
«Сафарі» (P211) (англ. HMS Safari (P211) — військовий корабель, підводний човен 3-ї серії типу «S» Королівського військово-морського флоту Великої Британії часів Другої світової війни.
Підводний човен «Сафарі» був закладений 5 червня 1940 року на верфі компанії Cammell Laird у Беркенгеді. 18 листопада 1941 року він був спущений на воду, а 14 березня 1942 року увійшов до складу Королівських ВМС Великої Британії. Брав активну участь у бойових діях на морі в Другій світовій війні; переважно бився у Середземному морі. За час служби здійснив 16 бойових походів, під час яких потопив 25 суден та кораблів противника, ставши одним з найрезультативніших підводних човнів Королівського флоту.

## Історія служби
14 травня 1942 року після відпрацювання бойової злагодженості екіпажу, «Сафарі» вирушив у складі загону підводних човнів «Унісон» та «Тревелер» та супроводженні супроводі французького шлюпу «Ла Капріс» у район Гібралтару. 26 травня кораблі прибули у визначений район дій, де «Сафарі» провів додаткове навчання, перш ніж вирушити у свій перший бойовий похід в Альборанське море — перехідну зону між Середземним морем і Атлантичним океаном.
13 червня британський підводний човен виявив загін з двох італійських легких крейсерів у супроводі трьох есмінців і спробував атакувати їх, але кораблі противника встигли вийти із зони ураження торпедами. Через чотири дні вахтові бойової рубки виявили ворожий підводний човен у надводному положенні, який визначили як італійський ПЧ «Воршейх» типу «Адуа», але італійці встигли швидко вийти із зони ураження торпедного і артилерійського озброєння британців. 23 червня «Сафарі» повернувся у Гібралтар після того, як витратив усі припаси.
4 липня «Сафарі» вийшов у другий бойовий похід з Гібралтару з наказом патрулювати район біля Сардинії. 12 липня кораблю вдалося артилерійським вогнем і однією торпедою потопити перше своє судно противника — італійське торгове судно SS Adda. Через три дні біля затоки Орозо британці пошкодили внаслідок атаки ще одне торговельне італійське судно SS Tigrai. 24 липня підводний човен повернувся в Гібралтар.
4 серпня підводний човен вийшов у свій третій бойовий похід, цього разу його завданням було патрулювання в районі на північ від Сицилії з одночасним завданням щодо забезпечення захисту морських комунікацій союзників під час операції «П'єдестал», яка полягала в проводці конвоїв для доставки життєво важливих запасів на обложену Мальту. Два дні потому британці помітили підводний човен противника в надводному положенні, який впізнали як італійський підводний човен «Гіада» типу «Платино». Проте підводний човен противника встигнув екстрено зануритися перш, ніж стало можливо провести атаку.
16 серпня корабель був залучений до безпосереднього супроводу одного з конвоїв в операції «П'єдестал». «Сафарі» мав завдання рухатися у надводному положенні і посприяти виявленню ворожих літаків, а також перешкодити потенційним атакам ворожих військових кораблів. Хоча підводному човні так і не вдалося зіткнутися з ворожими силами, конвойна операція мала серйозний стратегічний успіх. 14 серпня «Сафарі» повернувся до свого патрулювання, а через два дні артилерійським вогнем завдав уражень італійському вітрильному судну Gioavannina M. 17 серпня британці виявили і потопили ще одне італійське вітрильне судно Ausonia біля Орозеї, Сардинія. 18 серпня човен потопив італійське судно Perseo біля мису Карбонара, а потім безуспішно атакував торпедами італійський підводний човен «Бронзо». 24 серпня підводний човен повернувся в Гібралтар.
12 вересня 1942 року «Сафарі» вирушив у похід з Гібралтара на Мальту, де приєднався до 10-ї флотилії ПЧ. 26 вересня він вийшов з Великої гавані у перший бойовий похід з нового місця базування для патрулювання в Адріатичному морі. 2 жовтня човен пошкодив гарматним вогнем і однієї торпедою італійське торговельне судно Veglia, змусивши його викинутися на берег. Через два дні він провів торпедну атаку, але не влучив в італійське судно Valentino Coda, тому британський човен сплив на поверхню, щоб відкрити вогонь з 76-мм бортової гармати. Проте атаку довелося припинити, так як торгове судно почало вести прицільний вогонь з попередньо замаскованих гармат, а потім в погоню за британцями був направлений ескадрений міноносець «Антоніо Мосто».
5 жовтня британський підводний човен пошкодив італійське судно Eneo, внаслідок чого він сів на мілину на скелях, пізніше італійці так і не змогли відновити торгове судно. 8 жовтня британці атакували ще одне італійське торгове судно Giuseppe Magluilo, але змогло лише пошкодити його торпедою. Коли підводний човен вирішив спливти для оцінки результатів своєї атаки, його атакував глибинними бомбами міноносець Т5 типу Tb 82 F.
10 жовтня британські підводники ризикнули атакувати італійський конвой, в якому йшли судна Goffredo Mameli, Carlo Margottini і Enrico Baroni в супроводі міноносця Т7. «Сафарі» вдалося вразити Goffredo Mameli двома торпедами, а потім знову піддатися атаці глибинними бомбами італійського ескорту. 14 жовтня підводний човен повернувся на Мальту зі свого четвертого походу.
18 жовтня човен вп'яте вийшов з Мальти, маючи наказ перехопити ворожий конвой біля Пантеллерії. Однак, йому не вдалося знайти конвой і тому він пішов назустріч іншому конвою на південь від острова Лампедуза. Одне з торгових суден у конвої, Titania, був раніше пошкоджений скинутими з повітря торпедами, в результаті чого втратив хід і був змушений покинути конвойний похідний ордер і йшов під ескортом двох есмінців «Аскарі» та «Оріані». В результаті британської атаки Titania вибухнула та швидко затонула, а британський корабель попри контратаки противника, відірвався від переслідувачів. Через два дні він повернувся на базу, закінчивши свій чотириденний патруль.
3 листопада «Сафарі» вийшов з Мальти в патрулювання на схід від Тунісу для підтримки операції «Смолоскип» з висадки морського десанту союзників у Північній Африці. 13 листопада човну вдалося потопити італійське судно Bice на схід від Суса. Надалі човен змінив район патрулювання і перейшов до Сіртської затоки, де він потопив німецький транспортний корабель Hans Arp, що стояв на якорі разом з німецьким тральщиком, у Рас-Алі, Лівія. 18 листопада в тому ж районі британці потопили невелику німецьку шхуну і пошкодили десантну баржу вогнем з корабельної гармати. 24 листопада підводний човен повернувся на Мальту.
16 грудня британський човен вийшов у сьомий бойовий похід, зоною його дії визначався район Хаммамета, Туніс. 18 грудня екіпаж потопив гарматним вогнем італійське судно Eufrasia C. 20 грудня він сильно пошкодив італійське патрульне судно Costantina, якому довелося викинутися на берег. На наступний день британці за допомогою 76-мм гармати також потопили італійський тральщик Rosina S. 23 грудня «Сафарі» повернувся на Мальту, для того щоб висадити військовополонених, заправитися і поповнити запаси боєприпасів. 27 грудня під час патрулювання на південь від Суса, британцям знову пощастило і екіпаж знищив гарматним вогнем італійське судно Eleonora Rosa, яке перевозило 100 тонн бензину. Пізніше він торпедами потопив італійське торгове судно Torquato Gennari на південь від Сфакса, Туніс. 30 грудня він повернувся на базу.
2 січня 1943 року «Сафарі» прибув до порту Алжира, де увійшов до 8-ї флотилії підводних човнів. 20 січня він вийшов з нового місця для патрулювання поблизу Неаполя. Під час походу його помилково прийняв за ворожу субмарину і атакував британський бомбардувальник «Веллінгтон», однак, човен уникнув влучення союзних бомб. 24 січня британський корабель спробував атакувати ворожий есмінець «Ланцеротто Малочелло» типу «Навігаторі», який встиг виявити підводний човен противника та атакувати його глибинними бомбами, втім незабаром після початку скидання глибинних бомб італійський корабель пошкодив гідролокаційне обладнання, що дозволило «Сафарі» успішно піти з-під атаки есмінця. 30 січня біля мису Скалея в Італії британцям вдалося артилерійським вогнем потопити італійські шхуни Sant'Aniello і Gemma, що прямували у Вібо-Валентія. 2 лютого підводний човен виявив і атакував біля Капрі конвой з двох великих італійських торгових судів, Valsavoia був потоплений торпедами, а Salemi — стрільбою з гармати. 8 лютого «Сафарі» повернувся в Алжир.
З 22 лютого до 13 березня «Сафарі» діяв в інтересах інженерів-розвідників, що висаджувалися на пляжах на півночі Сицилії. В період з 27 лютого по 13 березня британські підводники займалися подібними завданнями, забезпечуючи висадку спецзагонів на узбережжі Сицилії.
27 березня 1943 року британський підводний човен розпочав черговий похід, цього разу патрулюючи південні підходи до Сардинії. 3 квітня він потопив італійські судна Nasello та S. Francisco di Paola A. 9 квітня успішно торпедував італійський мінний тральщик Bella Italia біля мису Карбонара. На наступний день британці перехопили конвой італійських кораблів, який супроводжували два тральщики й потопили допоміжне судно Loredan і танкер Isonzo. Останній корабель конвою Entella сів на мілину, маневруючи, щоб уникнути торпед британського підводного човна, але він був потоплений гарматним вогнем «Сафарі» наступного дня. 14 квітня завершився десятий похід.
29 квітня 1943 року човен вийшов в одинадцятий бойовий похід на північний захід від Сардинії. Після чотирьох днів у морі підводний човен потопив італійське допоміжне судно Sogliola гарматним вогнем біля острова Асінара, а потім знищила торпедами тральщик Onda. 8 травня 1943 року британським морякам вдалося потопити італійське торгове судно Liv, яке раніше було пошкоджено в результаті повітряного нападу, в Порто-Торрес. 14 травня корабель повернувся на базу в Алжирі.
26 травня «Сафарі» вирушив з Алжиру для виконання спеціальної операції «Меріголд». 30 травня він висадив двох чоловіків Спеціальної човнової частини біля Муравери, Сардинія. 1 червня на берег висадилися ще 12 осіб для ведення розвідки на території острова. 3 червня після завершення спеціальної місії човен висадив людей в Аннабі. 5 червня на британський човен напав італійський міноносець «Ардіто» типу «Чиклоне», який помітив його на поверхні, а потім атакував глибинними бомбами. 10 червня «Сафарі» потопив торпедами німецький транспорт KT-12, що прямував до Кальярі.
30 червня 1943 року «Сафарі» прибув у Бізерту, звідкіля 4 липня вийшов у свій тринадцятий бойовий похід з наказом діяти в ролі радіомаяка в ході вторгнення союзників на Сицилію під час операції «Хаскі». 9 червня човен виконував свою місію у Ліката, встановивши радіозв'язок з американським есмінцем «Бристоль». На наступний день британський підводний човен, що прямував на Мальту, піддався бомбардуванню німецькими бомбардувальниками Junkers Ju 88, але знову кораблю пощастило — жодна бомба не влучили в ціль.
15 липня човен вийшов на чергове патрулювання, діючи на захід від Корсики і Сардинії. Після трьох днів він потопив з 76-мм гармати італійський тральщик Amalia. 19 липня корабель атакував дві німецькі десантні баржі і італійську збройну шхуну, також потопивши одну і пошкодивши іншу баржу гарматним вогнем. Наступного дня корабель помітив італійську збройну шхуну Silvia Onorato, яка перевозила 180 тонн цементу. Британський човен влучив двома торпедами у судно, яке вибухнуло і швидко пішло на дно. 22 липня «Сафарі» потопив торпедою італійський мінний загороджувач Durazzo на схід від Корсики, а 25 липня — італійський тральщик «FR 70» на північний захід від Ельби. 30 липня похід завершився з поверненням до Алжиру.
Незабаром підводний човен повернувся на базу в Гібралтарі. 22 серпня 1943 року «Сафарі» вийшов на патрулювання, цього разу із завданням пошуку підводних човнів противника в Біскайській затоці, але не виявив під час походу будь-яких цілей, і 8 вересня припинив свій 15-й бойовий похід, прибувши в Портсмут. Після проведення ремонту, модернізації та переоснащення човен перейшов до 7-ї флотилії підводних човнів, яка спеціалізувалася на підготовці та навчанні екіпажів і їхніх командирів. Останнім, 16-м бойовим походом іменитого британського підводного човна стало завдання з патрулювання берегів Норвегії. 16 березня 1944 року під час операції «Формост» човен діяв через побоювання, що німецький лінкор «Тірпіц» може вийти в море. Однак через три дні британське адміралтейство усвідомило, що лінкор не збирається залишати порт, і «Сафарі» повернувся додому. Після цього походу підводний човен використовувався до кінця війни тільки для проведення навчань.